# Каскадер (фільм)
«Каскадер» (англ. The Fall Guy) — американський бойовик режисера Девіда Літча за сценарієм Дрю Пірса з Раяном Ґослінґом і Емілі Блант у головних ролях. Це адаптація однойменного серіалу 1980-х років, створеного Гленом А. Ларсоном. Сюжет розповідає про каскадера (Райан Гослінг), який працює над режисерським дебютним бойовиком своєї колишньої дівчини (Емілі Блант), але виявляється втягнутим у змову навколо головного актора фільму (Аарон Тейлор-Джонсон). Актори також включають Ганну Ваддінгем, Терезу Палмер, Стефані Сюй та Вінстона Дьюка. Прем'єра фільму Каскадер відбулася на SXSW 12 березня 2024 року та вийшла в США 3 травня студією Universal Pictures. Фільм отримав здебільшого позитивні відгуки від критиків, але показав слабкі результати в прокаті, зібравши $180,5 мільйона по всьому світу при виробничому бюджеті в $125 мільйонів.

## Сюжет
Працюючи дублером актора бойовиків Тома Райдера, голлівудський каскадер Кольт Сіверс ламає собі спину під час невдалого трюку і залишає кар’єру та свою дівчину, операторку Джоді Морено.
Вісімнадцять місяців потому Кольт, тепер паркувальник у маленькому мексиканському ресторані, отримує звістку від Гейл Майєр, продюсерки Тома. Вона каже йому, що Джоді знімає свій перший фільм, космічну оперу під назвою «Залізний шторм» за участю Тома, і хоче, щоб Кольт приєднався до виробництва в Сіднеї. Після прибуття на знімальний майданчик Кольт дізнається, що Джоді його не запрошувала і досі злиться через їхнє розставання, а фільм є не надто тонким способом висловити свої претензії до Кольта.
Гейл розповідає, що Том зник після того, як втрапив у халепу з «дуже поганими людьми», і вона хоче, щоб Кольт знайшов його, перш ніж його відсутність спричинить скасування вже перевищеного за бюджетом фільму. Не бажаючи зруйнувати режисерський дебют Джоді, Кольт починає шукати Тома. Спочатку він відвідує квартиру Тома, де зустрічає його дівчину та партнерку по фільму Іггі. Вона дає Кольту підказку, тож він іде до нічного клубу, де зустрічається з наркодилером Дуном, який обманом змушує Кольта випити коктейль з галюциногенними наркотиками. Після бійки з головорізами Дуна Кольт відвідує номер Тома в готелі, де знаходить мертве тіло у ванні з льодом. Коли Кольт повертається з поліцією, тіло зникає.
Поки виробництво «Залізного шторму» триває, Кольт і Джоді починають відновлювати свої стосунки, поки Гейл раптово не повідомляє йому, що він повинен повернутися до США. Замість цього він продовжує шукати Тома, вистежуючи його помічницю Альму Мілан. Вона передає йому телефон Тома, який Том і Гейл намагалися знайти, перш ніж на них обох нападає начальник охорони Тома Дресслер і його команда, які шукають цей телефон. Кольт і Альма перемагають їх після тривалих гонитв через Сідней, у яких бере участь сміттєвоз. Він і його давній друг Ден Такер, координатор трюків у «Залізному штормі», розблоковують телефон і знаходять відео, на якому п’яний Том випадково вбиває свого недавнього дублера Генрі Ерреру (людину з ванни) під час спарингу на вечірці. Головорізи нападають на Кольта та Дена, знищуючи телефон дробом.
Ден втікає, але Кольта захоплюють і приводять до Тома, який переховується на яхті за вказівкою Гейл. Він розповідає, що Гейл підставляє Кольта за допомогою технології deepfake, щоб замінити обличчя Тома на обличчя Кольта на компрометуючому відео, і що він сам організував аварію Кольта, оскільки вважав, що той забирає у нього славу. Тіло Генрі знаходять, а змонтоване відео публікують у новинах, тим часом Гейл намагається переконати Джоді, що Кольт винен. Кольт втікає і вважається загиблим після гонитви на катерах, хоча він випливає неушкодженим.
Наступного дня Том прибуває на знімальний майданчик «Залізного шторму» і зйомки продовжуються. Кольт таємно повертається на знімальний майданчик і переконує Джоді у своїй невинуватості. Разом вони обманом змушують Тома взяти участь у каскадерській сцені та зізнатися, поки він носить петличний мікрофон. Решта команди на чолі з Даном стримує його головорізів. Гейл краде запис під дулом пістолета і намагається втекти з Томом на гелікоптері, але Джоді допомагає Кольту стрибнути на гелікоптер у повітрі. Він забирає запис і падає на мат, який підготував Ден, тоді як гелікоптер зазнає аварії разом із Гейл і Томом.
Трейлер «Залізного шторму» показують на Комік-Коні в Сан-Дієго, де Джейсона Момоа роблять новою зіркою, а Альма стає продюсеркою фільму; фільм зрештою стає хітом прокату. Кольта виправдовують, і він знову сходиться з Джоді.
У сцені після титрів під назвою «Раніше у: Каскадер», Гейл заарештовують, а Том, намагаючись зателефонувати своєму агенту, випадково активує серію радіокерованих піротехнічних засобів і вибухає. Альма телефонує агенту Джейсона Момоа.

## Акторський склад
| Актор                | Роль                                 |
| -------------------- | ------------------------------------ |
| Раян Ґослінґ         | Кольт Сіверс каскадер                |
| Емілі Блант          | Джоді Морено режисерка               |
| Аарон Тейлор-Джонсон | Том Райдер кінозірка                 |
| Ганна Веддінгем      | Ґейл продюсерка                      |
| Вінстон Дюк          | Ден Такер координатор трюків         |
| Стефані Сюй          | Альма Мілан асистентка Райдера       |
| Тереза Палмер        | Іґґі Старр кінозірка та дівчина Тома |
| Джейсон Момоа        | камео                                |

## Виробництво
У липні 2010 року Los Angeles Times повідомила, що фільм, заснований на серіалі 1980-х років The Fall Guy, знаходиться в розробці. Над проєктом DreamWorks об’єдналася з продюсерами Уолтером Ф. Парксом і Лорі МакДональдом, а Мартін Кемпбелл вів переговори щодо режисури фільму. DreamWorks через дистриб’юторський лейбл Touchstone Pictures мав випустити фільм у Північній Америці, Латинській Америці, Росії, Австралії та Азії, тоді як Mister Smith Entertainment займався продажем на решті територій. У вересні 2013 року Дуейн Джонсон вів переговори щодо головної ролі, а Макджі — щодо режисури.
У вересні 2020 року Раян Ґослінґ і Девід Літч, як повідомлялося, працювали над «фільмом про каскадерів без назви», який було підібрано Universal Pictures. У травні 2022 року було підтверджено, що цей проєкт є рімейком The Fall Guy.
Виробництвом фільму займається Universal Pictures за участю Leitch's 87North і Entertainment 360. Автор сценарію Дрю Пірс також є виконавчим продюсером, спільно з Джеффом Шевіцем і творцем оригінального серіалу Гленом А. Ларсоном. У вересні 2022 року до акторського складу доєдналася Емілі Блант, і Ґослінґ із родиною прибули до Австралії, щоб розпочати зйомки. Variety повідомило, що уряд Австралії та влада штату Новий Південний Уельс додали кошти на виробництво до 30 мільйонів австралійських доларів і 14,5 мільйонів австралійських доларів відповідно, а Пол Флетчер, федеральний міністр зв’язку, міської інфраструктури, міст і мистецтв Австралії, оцінює бум для місцевої економіки: залучені понад 1000 австралійських членів знімальної групи та понад 3015 австралійських статистів. Основні зйомки розпочалися в жовтні 2022 року в Сіднеї. 20 жовтня 2022 року в ЗМІ з’явилися знімки кіностудії, які знімають нічні сцени на парковці на Goulburn Street у Сіднеї, на яких зображений Ґослінґ із довгим волоссям і бородою. Аарон Тейлор-Джонсон і Стефані Хсу приєднаються до акторського складу пізніше того ж місяця. У листопаді до акторського складу приєдналися Вінстон Дьюк, Ханна Веддінгем і Тереза Палмер. 
22 січня 2023 року Сіднейський міст-Гарбор-Брідж був закритий на кілька денних годин для зйомок сцен за участю Раяна Ґослінґа. Зйомки були завершені 2 березня 2023 року.

## Випуск
Прем'єра фільму відбулася на фестивалі South by Southwest 12 березня 2024 року. На широкі екрани вийшов 1 березня 2024 року.

## Зовнішні посилання
- Каскадер на сайті IMDb (англ.)